# Ausztrál labdarúgó-bajnokság (első osztály)
A A-League (más néven Hyundai A-League) az ausztrál labdarúgó bajnokságok legfelsőbb osztályának elnevezése. Az Ausztrál labdarúgó-szövetség keretein belül működik, utódja a Nemzeti labdarúgó-bajnokságnak (1977-2004). 2005 augusztusában indult az első szezon. Ez a bajnokság eltér a megszokott európai bajnokságoktól, hiszen itt mindig ugyanazok a csapatok indulnak el, nincs feljutás vagy kiesés a ligába. Jelenleg 10 csapat indul, ebből 9 ausztrál és 1 új-zélandi egyesület. Hasonló ligák még a National Youth League és a női W-League. Eddig három magyar játszott a ligában: Vernes Richárd, Sándor György és Vadócz Krisztián. A bajnokság 2 részből áll. A 27 fordulós alapszakaszt egy döntő széria követi, ahol a legjobb 6 csapat továbbjutásos rendszerben küzd meg a bajnoki címért. A liga hivatalos támogatója a Hyundai Motor Company így a liga hivatalos elnevezése a Hyundai A-League. A bajnokság győztese jogot biztosít magának a következő évi AFC Bajnokok Ligája küzdelmeibe.

## Lebonyolítási rendszer

### Alapszakasz
Az alapszakasz lebonyolítása az ausztrál nyár ideje alatt történik, októbertől a következő év márciusáig. "7 mérkőzésből áll, amit 25 hét alatt bonyolítanak le. A csapatok háromszor játszanak egymás ellen, két hazai, illetve egy vendég mérkőzést. A győztes 3 pontot kap, míg döntetlen esetén 1-1 ponttal lesznek gazdagabbak a csapatok. A bajnok csapat a AFC-bajnokok ligájában szerez indulási jogot.
Az alapszakasz befejezése után az első 6 csapat szerepel a rájátszásban. A csapatok helyezését az összegyűjtött pontjai határozzák meg, amit az alapszakaszban szereztek. Ha kettő vagy több csapat azonos pontot gyűjtőt össze, akkor a következő kritériumok alapján rangsorolják őket:
- Legnagyobb gólkülönbség
- Legmagasabb szerzett gólok
- Egymás ellen szerzett legtöbb pont a szezonban
- Egymás ellen szerzett legmagasabb gólkülönbség
- Egymás ellen szerzett legnagyobb gólarány
- Legkevesebb piros lapot gyűjtőtték össze
- Legkevesebb sárga lapot gyűjtőtték össze
- Érme feldobással[4]

### Rájátszás
A nyolcadik szezon után új lebonyolítási rendszert hoztak létre. Az első hat csapat egy három hetes rájátszáson vesz részt. Az egymás elleni mérkőzés továbbjutója mindig a következő fordulóba jut, ahol az 1. és a 2. helyezett is csatlakozik a bajnokságból, majd a döntő mérkőzés győztese az AFC-bajnokok ligájában indulhat.
|  | Negyeddöntők | Negyeddöntők | Negyeddöntők |  |  | Elődöntők | Elődöntők               | Elődöntők |  |  | Döntő         | Döntő         | Döntő         |  |
|  |              |              |              |  |  |           |                         |           |  |  |               |               |               |  |
|  |              |              |              |  |  | 1         | csapat 1.               |           |  |  |               |               |               |  |
|  | 3            | csapat 3.    |              |  |  | 6         | Negyeddöntő győztesei 1 |           |  |  |               |               |               |  |
|  | 6            | csapat 6.    |              |  |  |           |                         |           |  |  | Elődöntő      | Elődöntő      |               |  |
|  |              |              |              |  |  |           |                         | győztesei |  |  |               |               |               |  |
|  |              |              |              |  |  | 2         | csapat 2.               |           |  |  |               |               |               |  |
|  | 4            | csapat 4.    |              |  |  | 4         | Negyeddöntő győztesei 2 |           |  |  |               |               |               |  |
|  | 5            | csapat 5.    |              |  |  |           |                         |           |  |  | Bronzmérkőzés | Bronzmérkőzés | Bronzmérkőzés |  |
|  |              |              |              |  |  |           |                         |           |  |  |               |               |               |  |
|  |              |              |              |  |  |           |                         |           |  |  | Elődöntő      |               |               |  |
|  |              |              |              |  |  |           |                         |           |  |  | vesztesei     |               |               |  |

## Eddigi bajnokok
| Alapszakasz győztes | Alapszakasz győztes      | Alapszakasz győztes                |
| Címek               | Klub                     | Év                                 |
| ------------------- | ------------------------ | ---------------------------------- |
| 4                   | Sydney FC                | 2009–10, 2016–17, 2017–18, 2019–20 |
| 3                   | Melbourne Victory        | 2006–07, 2008–09, 2014–15,         |
| 3                   | Central Coast Mariners   | 2007–08, 2011–12, 2023–24          |
| 3                   | Melbourne City           | 2020–21, 2021–22, 2022–23          |
| 2                   | Brisbane Roar            | 2010–11, 2013–14                   |
| 2                   | Adelaide United          | 2005–06, 2015–16                   |
| 1                   | Western Sydney Wanderers | 2012–13                            |
| 1                   | Perth Glory              | 2018–19                            |
| 1                   | Auckland                 | 2024–25                            |
| 0                   | Gold Coast United        |                                    |
| 0                   | Newcastle Jets           |                                    |
| 0                   | New Zealand Knights      |                                    |
| 0                   | North Queensland Fury    |                                    |
| 0                   | Wellington Phoenix       |                                    |
| 0                   | Western United           |                                    |

| Rájátszás győztes | Rájátszás győztes        | Rájátszás győztes            |
| Címek             | Klub                     | Év                           |
| ----------------- | ------------------------ | ---------------------------- |
| 5                 | Sydney FC                | 2006, 2010, 2017, 2019, 2020 |
| 4                 | Melbourne Victory        | 2007, 2009, 2015, 2018       |
| 3                 | Brisbane Roar            | 2011, 2012, 2014             |
| 3                 | Central Coast Mariners   | 2013, 2023, 2024             |
| 2                 | Melbourne City           | 2021, 2025                   |
| 1                 | Newcastle Jets           | 2008                         |
| 1                 | Adelaide United          | 2016                         |
| 1                 | Western United           | 2022                         |
| 0                 | Gold Coast United        |                              |
| 0                 | North Queensland Fury    |                              |
| 0                 | New Zealand Knights      |                              |
| 0                 | Perth Glory              |                              |
| 0                 | Wellington Phoenix       |                              |
| 0                 | Western Sydney Wanderers |                              |

## A-League-rekord
| 1                                                                 | Leigh Broxham         | 383 |
| 2                                                                 | Nikolai Topor-Stanley | 380 |
| 3                                                                 | Alex Wilkinson        | 365 |
| 4                                                                 | Andrew Durante        | 358 |
| 5                                                                 | Liam Reddy            | 350 |
| 6                                                                 | Scott Jamieson        | 322 |
| 7                                                                 | Danny Vuković         | 316 |
| 8                                                                 | Kosta Barbarouses     | 306 |
| 9                                                                 | Scott Neville         | 295 |
| 10                                                                | Jason Hoffman         | 294 |
| Bold A-League játékos. (*) Több A-League csapatban is játszottak. |                       |     |

| 1                                                                 | Jamie Maclaren    | 150 |
| 2                                                                 | Besart Berisha    | 142 |
| 3                                                                 | Bruno Fornaroli   | 102 |
| 4                                                                 | Shane Smeltz      | 92  |
| 5                                                                 | Archie Thompson   | 90  |
| 6                                                                 | Kosta Barbarouses | 84  |
| 7                                                                 | Alex Brosque      | 75  |
| 8                                                                 | Matt Simon        | 66  |
| 9                                                                 | Mark Bridge       | 63  |
| 10                                                                | Adam Le Fondre    | 62  |
| Bold A-League játékos. (*) Több A-League csapatban is játszottak. |                   |     |